# Bron-Y-Aur Stomp
Bron-Y-Aur Stomp is een nummer van de Engelse rockband Led Zeppelin. Het is het negende nummer van hun derde studioalbum Led Zeppelin III uit 1970. In Nederland bereikte het, als single uitgebrachte nummer, de 12e plaats in de Nederlandse Tipparade (week 47, 1970).

## Achtergrond

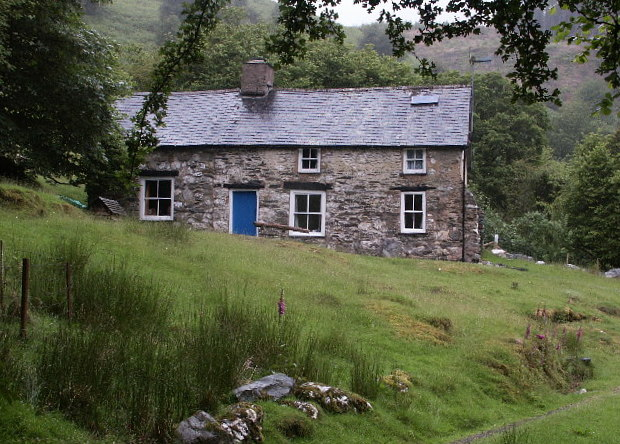
Bron-Yr-Aur cottage in Snowdonia, Wales.

Het nummer is vernoemd naar Bron-Yr-Aur, een 18e-eeuws cottage in Snowdonia in Wales, waar gitarist Jimmy Page en zanger Robert Plant zich in 1970, na de concerttour door de Verenigde Staten en Canada, hadden teruggetrokken om aan een nieuw album te werken. Het huis beschikte door de afgelegen ligging niet over stromend water en elektriciteit, waardoor Page en Plant noodgedwongen enkel akoestische sessies konden houden.
De titel van het nummer werd op de platenhoes verkeerd gespeld. Het instrumentale nummer "Bron-Yr-Aur", van hun zesde studioalbum Physical Graffiti (1975), vertoont wel de juiste spelling.

## Compositie en opname
Bron-Y-Aur Stomp is een door countrymuziek beïnvloed nummer, dat gaat over een wandeling door het bos van Robert Plant met zijn gevlekte hond Strider. Naar verluidt vernoemde Plant zijn hond naar Aragorn (ook wel Strider genoemd), een personage uit de epische fantasyserie In de Ban van de Ring van de Britse schrijver J.R.R. Tolkien. De tekst verwijst ook naar het nummer "Old Shep" van de Amerikaanse countryzanger Red Foley: "When you're old and your eyes are dim / There ain't no 'Old Shep' gonna happen again." 
Led Zeppelin nam het nummer op in Headley Grange, een voormalig armenhuis in Headley, daarbij gebruik makend van de Rolling Stones Mobile Studio. De eindmontage vond plaats in de Basing Street Studio’s in Notting Hill, Londen, en in de Ardent Studio’s in Memphis in de VS.
Jimmy Page gebruikte voor het nummer een Martin D-28 akoestische gitaar, drummer John Bonham bespeelde castagnetten en gebruikte ook houten lepels als percussie. Bassist John Paul Jones gebruikte een contrabas voor de opname van het nummer.

## Live-uitvoeringen
Bron-Y-Aur Stomp was vanaf de Japanse tour in 1971, tot en met de Europese tour in 1973 regelmatig onderdeel van de setlist tijdens optredens.
In mei 1975 werd het gespeeld tijdens de concerten van de band in Earls Court in Londen.
Tijdens de concerttour door de VS en Canada in 1977 werd het nummer ook gespeeld, vaak in combinatie met, onder andere, de nummers Dancing Days en Black Country Woman.

### Live-uitvoeringen op albums
- How the West Was Won (2003), opgenomen op 27 juni 1972 in de Long Beach Arena in Long Beach in Californië.

### Film/Dvd-versies
- Led Zeppelin DVD (2003), opgenomen in mei 1975 tijdens de Earls Court concerten.

## Jennings Farm Blues
In 2014 verscheen er een instrumentale bluesrock uitvoering van het nummer op de geremasterde uitgave van Led Zeppelin III, met als titel "Jennings Farm Blues". Jennings Farm is de naam van het huis, in het gehucht Blakeshall (Worcestershire), waar Robert Plant ten tijde van de opnamen voor het album met zijn familie woonde.

## Cover-versies
Bron-Y-Aur Stomp is door diverse artiesten gecoverd. De bekendste zijn:

| Artiest                | Album                                                      | Jaar |
| ---------------------- | ---------------------------------------------------------- | ---- |
| Hangnail               | Sucking the 70's                                           | 2002 |
| Iron Horse             | Whole Lotta Bluegrass: A Bluegrass Tribute to Led Zeppelin | 2005 |
| Vitamin String Quartet | The String Quartet Tribute to Led Zeppelin                 | 2006 |
| Carbon Leaf            | iCovers 1.4 EP                                             | 2007 |
| Robin Morris           | Led Zeppelin Tribute                                       | 2012 |